# Sakabannaja-Moschee

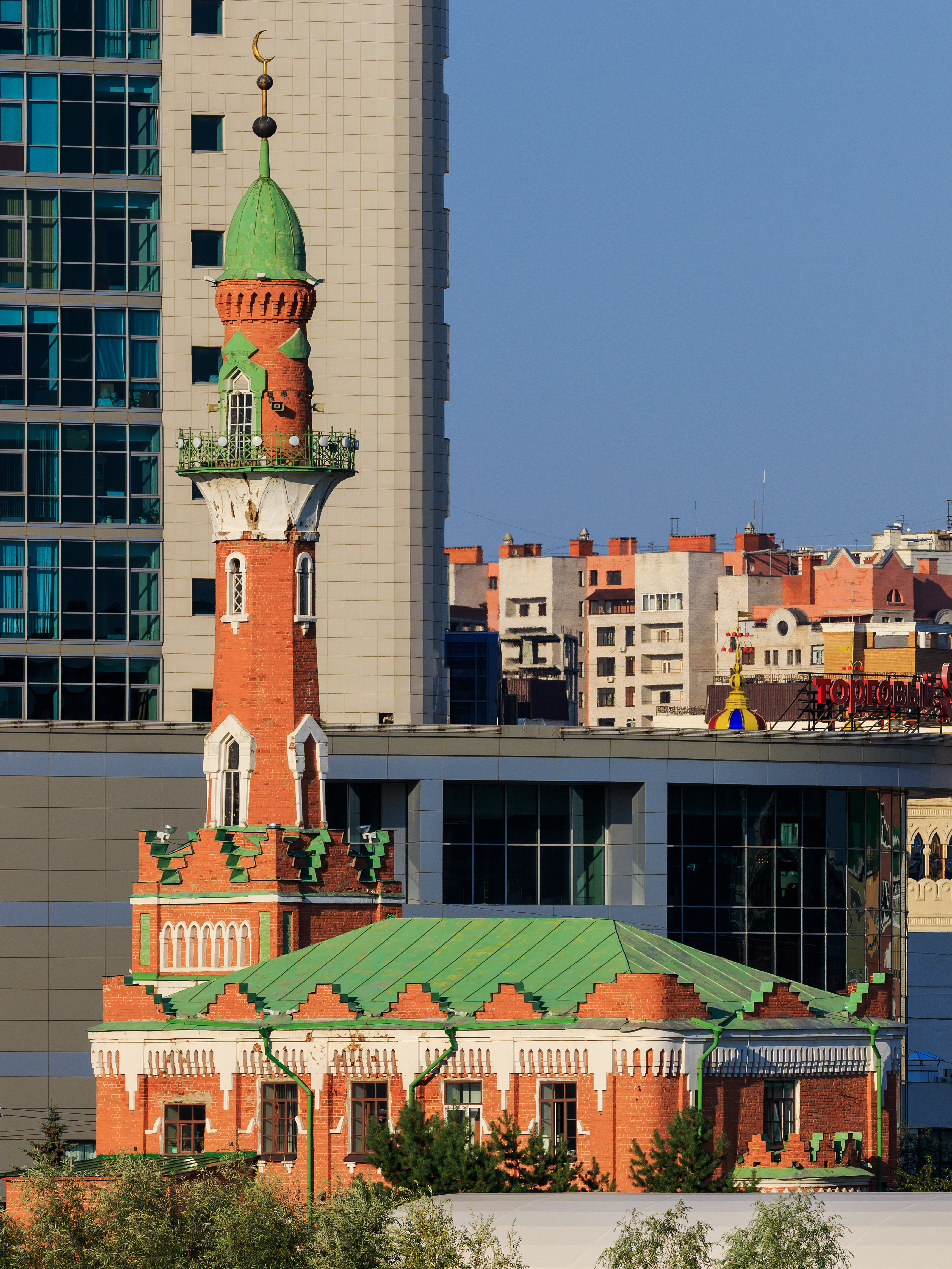
Zakabannaja-Moschee

Die Sakabannaja-Moschee (russisch Закабанная мечеть, tatarisch Кабан арты мәчете Qaban artı mäçete), auch Moschee des 1000-jährigen Jubiläums der Annahme des Islam (Мечеть 1000-летия принятия Ислама, Ислам кабул итүнең мең еллыгы мәчете) oder kurz Jubiläumsmoschee (Мечеть Юбилейная). befindet sich in der russischen Stadt Kasan, Hauptstadt der Republik Tatarstan.
Basierend auf Plänen des Bauingenieurs A. J. Petschnikow von 1914 wurde die Moschee zwischen 1924 und 1926 errichtet, anlässlich des 1000-jährigen Jubiläums der Islamisierung der Wolgabulgaren im Jahr 922 durch Khan Almusch. Die Erlaubnis zum Bau der Moschee gab Stalin persönlich. Finanziert wurde sie von privaten Spenden von Muslimen. Es war die einzige Moschee, die während der Sowjetzeit in der Region errichtet wurde. Am 6. Februar 1930 wurde sie im Zusammenhang mit der sowjetischen Verfolgung der Muslime geschlossen; erst 1991 wurde sie wieder eröffnet.